# Tongiaki
Tongiaki (Untertitel „Aufbruch ins Ungewisse“) ist ein Spiel für 2 bis 6 Personen von Thomas Rauscher, das 2004 bei Schmidt Spiele erschien. Die Illustrationen und Grafiken stammen aus dem Grafikstudio Krüger von Claus Stephan und Jürgen Valentiner-Branth (Realisation).

## Inhalt
- 16 Inselkarten:
  - 1 Startinsel Tonga
  - 3 Inseln für 2 Punkte (Mururoa, Nauru und Tubuai)
  - 4 Inseln für 3 Punkte (Rapa Nui, Rarotonga, Tokelau, Tuamotu)
  - 5 Inseln für 4 Punkte (Hiva Oa, Mangareva, Oahu, Tahiti, Tuvalu)
  - 3 Inseln für 5 Punkte (Fidschi, Hawaii und Samoa)
- 16 Wasserkarten mit je 3 Wasserwegen
- 90 Schiffe, je 15 in den Farben blau, gelb, grün, orange, rot und violett

## Beschreibung
Das Spiel entführt die Spieler in den Pazifischen Ozean der Zeit um 300 n. Chr. Auf der Insel Tonga kommt es zu einer Überbevölkerung, die dazu führt, dass die Polynesier neue Inseln suchen. Diese Fahrt ins Ungewisse ist aber in vielen Fällen nur erfolgreich, wenn sich mehrere Spieler zusammentun. Am Ende des Spieles gewinnt, wer auf den meisten Inseln präsent ist und dafür Punkte erhält.

## Spielprinzip
Zunächst stellen alle Spieler reihum eins ihrer Schiffe auf einen der Strände der Startinsel, wobei immer einer der drei Liegeplätze frei bleiben muss. Haben alle Spieler dort 2 Schiffe platziert, beginnt das eigentliche Spiel. Nun darf reihum jeder Spieler auf einer beliebigen Insel die Anzahl seiner Schiffe vermehren, in dem er genau so viele eigene Schiffe dort platziert, wie dort schon stehen, aber maximal so viele, wie es Strände auf der Insel gibt. In der Regel sind das 2 oder 3 Schiffe, nur auf Tonga können bis zu 6 Schiffe neu eingesetzt werden. Wird dabei einer der Strände vollständig mit Schiffen besetzt, kommt es zu einer Auswanderung. In diesem Fall muss der Spieler eine Karte vom verdeckten Stapel ziehen, der die Insel- und Wasserfelder in zufälliger Reihenfolge enthält. Sollte an den Strand bereits ein Feld angrenzen, wird dagegen nur dann eine neue Karte gezogen, wenn sich der Spieler für den bei einigen Stränden möglichen Alternativweg entscheidet. Es gibt verschiedene Wasserwege, die erfordern, dass Schiffe von 2, 3 oder 4 verschiedenen Spielern die Passage antreten, ansonsten kentern alle Schiffe und werden ihren Besitzern zurückgegeben. Gelingt dagegen die Überfahrt zu einer neuen Insel – nachdem unter Umständen weitere Karten aufgedeckt und angelegt wurden – darf der Spieler alle Schiffe nach seinem Gutdünken auf der neuen Insel verteilen. Dabei muss zunächst auf jeden Strand ein Schiff gesetzt werden – sofern es genügend Schiffe sind. Sind es dagegen mehr Schiffe als Strände, darf er anschließend die überzähligen Schiffe beliebig verteilen. Falls es dabei dazu kommen sollte, dass erneut ein oder mehrere Strände voll besetzt werden, finden weitere Auswanderungen statt. Der Zug des Spielers endet, sobald er keine Schiffe mehr bewegen kann. Nun versucht sein Nachbar aus dieser Situation das Beste zu machen.
Statt neue Schiffe einzusetzen, darf ein Spieler auch zweimal im Spiel eine Insel, auf der nur eigene Schiffe stehen, zu einer Königsinsel machen. Dazu legt er eins seiner dort befindlichen Schiffe auf die Seite und nimmt die restlichen Schiffe zu seinem Vorrat zurück. Eine Königsinsel darf im weiteren Spielverlauf von keinem Spieler mehr betreten werden. Treffen bei einer Auswanderung Schiffe auf die Königsinsel, so kehren sie zur Ausgangsinsel zurück, mit der Konsequenz, dass sie auf dieser wieder neu verteilt werden müssen.
Das Spiel endet wenn das letzte Insel- oder Wasserfeld angelegt wurde und der aktive Spieler kein Schiff mehr bewegen kann. Die Spieldauer ist abhängig von der Spielerzahl; während bei 2 Spielern taktische Überlegungen eine größere Rolle spielen, ist es mit 6 Spielern kaum planbar.

## Einsatz bei Meisterschaften
Tongiaki wurde im Finale zur Deutschen Mannschaftsmeisterschaft im Brettspiel 2004 gespielt.

## Auszeichnungen
2004: Spiel der Spiele – Spiele mit Freunden

## Übersetzungen
- Englisch bei Überplay

## PC-Umsetzungen
Tongiaki kann auch in der Brettspielwelt gespielt werden.